# Архиепархия Детройта
Архиепархия Детройта (лат. Archidioecesis Detroitensis) — архиепархия Римско-Католической церкви с центром в городе Детройт, США. В митрополию Детройта входят епархии Гейлорда, Гранд-Рапидса, Каламазу, Лансинга, Маркетта, Сагино. Кафедральным собором архиепархии Детройта является Собор Святого Таинства.

## История
8 марта 1833 года Римский папа Григорий XVI издал бреве Maximas inter, которым учредил епархию Детройта, выделив её из епархии Цинциннати.
В следующие года епархия Детройта уступила свою территорию:
- 28 ноября 1843 года епархии Милуоки;
- 29 июля 1853 года Апостольскому викариату Мичигана (сегодня — Епархия Маркетта);
- 19 мая 1882 года епархии Гранд-Рапидса;
- 22 мая 1937 года епархии Лансинга;
- 26 февраля 1938 года епархии Сагино.

22 мая 1937 года епархия Детройта была возведена в ранг архиепархии.

## Ординарии архиепархии
- епископ Фредерик Джон Конрад Резе[англ.] (25.02.1833 — 29.12.1871)
  - епископ-коадъютор Питер Поль Лефевр[англ.] — умер до своего вступления в должность
- епископ Каспар Генри Боргесс[англ.] (30.12.1871 — 16.04.1887)
- епископ Джон Сэмюэль Фоли[англ.] (11.02.1888 — 05.01.1918)
- епископ Майкл Джеймс Галлагер[англ.] (18.07.1918 — 20.01.1937)
- кардинал Эдуард Алоизиус Муни (31.05.1937 — 25.10.1958)
- кардинал Джон Фрэнсис Дирден (18.12.1958 — 15.07.1980)
- кардинал Эдмунд Казимир Шока (28.03.1981 — 28.04.1990)
- кардинал Адам Джозеф Мэйда (28.04.1990 — 05.01.2009)
- архиепископ Аллен Генри Вигнерон (05.01.2009 — 11.02.2025)
- архиепископ Эдвард Джозеф Уайзенбергер (с 11.02.2025)

## Источник
- Annuario Pontificio, Libreria Editrice Vaticana, Città del Vaticano, 2003, ISBN 88-209-7422-3;
- Бреве Maximas inter, Bullarium pontificium Sacrae congregationis de propaganda fide, т. V, Romae, 1841, стр. 89 Архивная копия от 20 мая 2011 на Wayback Machine  (лат.).